# 甘德克塞
甘德克塞是德国下萨克森州的一个市镇。总面积138.26平方公里，总人口30927人，其中男性15177人，女性15750人（2011年12月31日），人口密度224人/平方公里。

## 友好城市
- 法國 卢瓦河畔蒙瓦勒